# 水母柱树
水母柱树（学名：Medusagyne oppositifolia）又名伞果树、环柱树或水母果，自成一个单型属，只生长在印度洋中塞舌尔群岛的马埃岛，是当地的特有种。一度曾被认为已经灭绝，直到1970年重新被发现。

## 特征

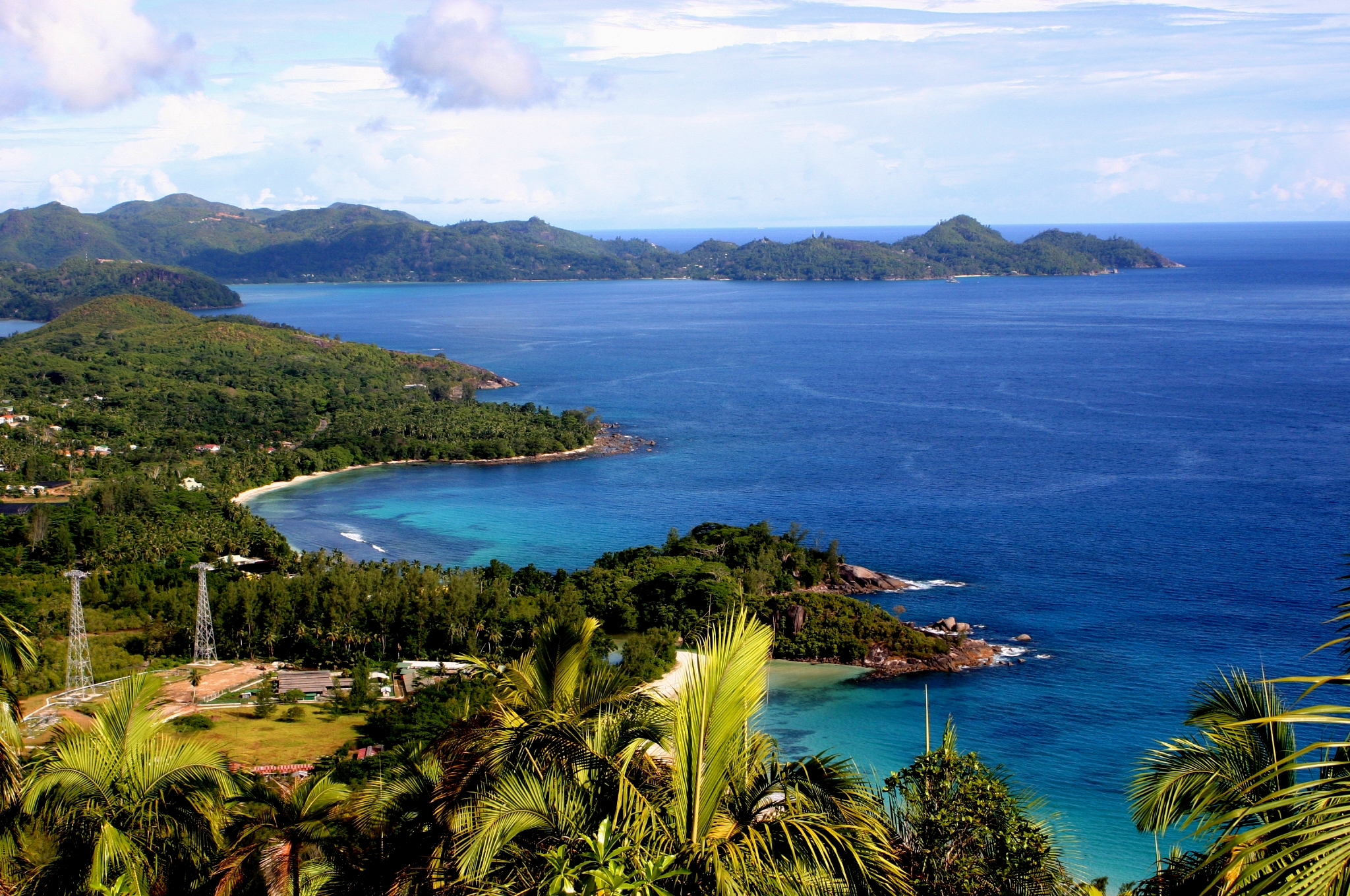
水母柱树生长的地方

本种植物是常绿小乔木，单叶对生，革质，无托叶；花小，白色、粉红色或红色，花瓣5，雌蕊花柱排列成圈，类似水母的触手；果实为蒴果，种子有翅。

## 分类
1981年的克朗奎斯特分类法将其列在山茶目中，自成水母柱科（Medusagynaceae），1998年根据基因亲缘关系分类的APG 分类法认为应该分在金虎尾目中，2003年经过修订的APG II分类法认为可以选择性地与羽叶树科和金莲木科合并。2009年APG III分类法将其并入金莲木科。